# Anosia genutia
Anosia genutia är en fjärilsart som beskrevs av Pieter Cramer 1779. Anosia genutia ingår i släktet Anosia och familjen praktfjärilar. Inga underarter finns listade i Catalogue of Life.